# Thuốc chống thấp khớp tác dụng chậm
Nhóm Thuốc chống thấp khớp tác dụng chậm (tiếng Anh: Disease-modifying antirheumatic drug (DMARD)) bao gồm các loại thuốc không liên quan với nhau được dùng để điều trị bệnh viêm khớp dạng thấp hầu làm giảm quá trình phá hủy sụn và xương. Thuật ngữ này thường được sử dụng đẻ chỉ sự khác biệt với thuốc chống viêm không steroid (chống viêm nhưng không điều trị nguyên nhân cơ bản) và steroid (làm giảm đáp ứng miễn dịch nhưng không đủ hiệu quả để làm chậm sự tiến triển của bệnh).
Thuốc chống thấp khớp tác dụng chậm gồm có thuốc chống sốt rét (cloroquin, hydroxycloroquin), peni- cilamin, sulfasalazin, các thuốc ức chế miễn dịch (azathioprin, cyclophosphamid, methotrexat) và các hợp chất của vàng.